# NGC 2338
NGC 2338 ist ein offener Sternhaufen oder ein Asterismus im Sternbild Monoceros südlich des Himmelsäquators. 
Entdeckt wurde das Objekt am 19. Januar 1828 vom britischen Astronomen John Herschel.